# Aintzindariak

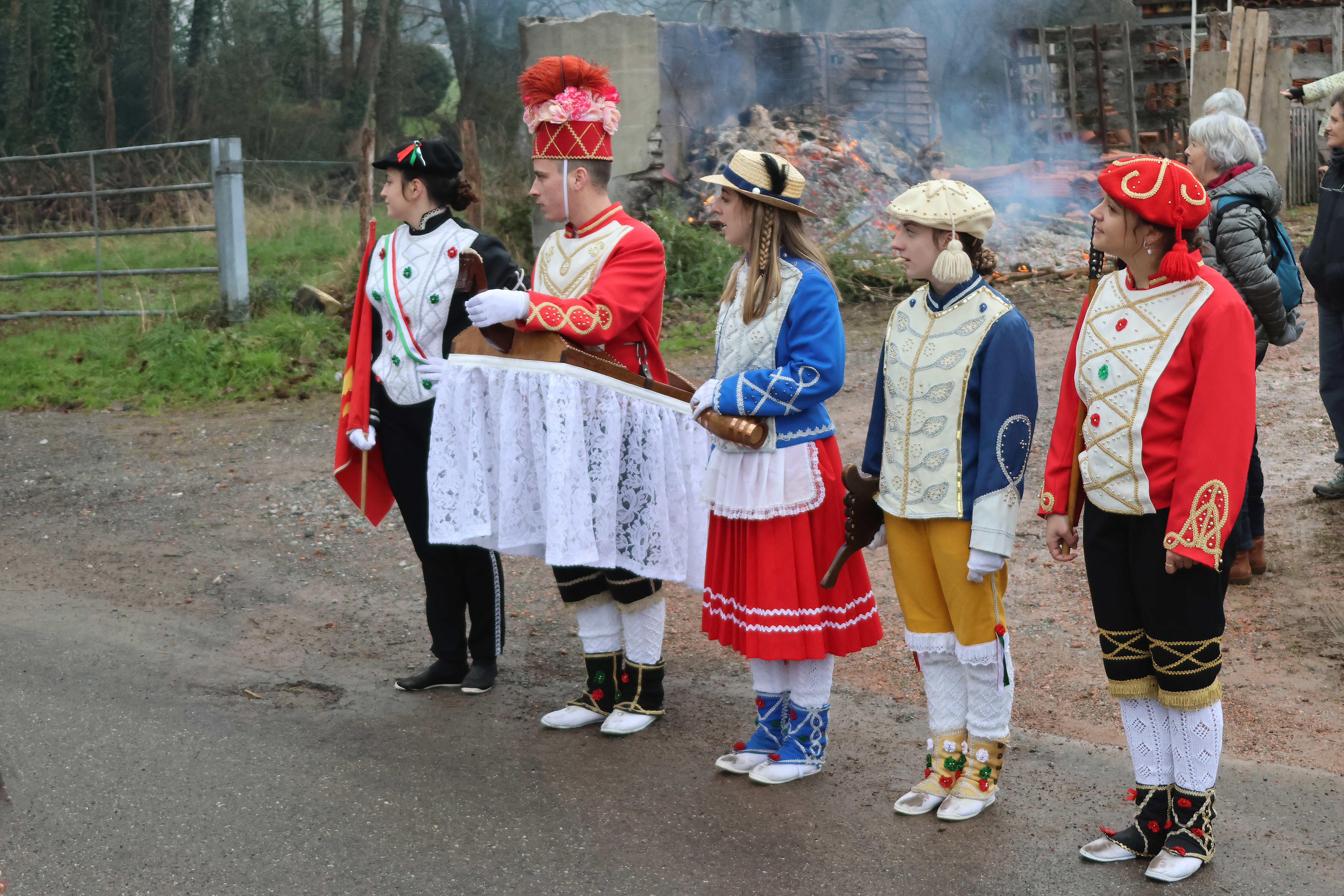
Les aintzindariak se préparent à danser : Enseñari, Zamalzain, Kantiniersa, Gatüzain, Txerrero.

Dans les mascarades souletines, les aintzindariak (« les guides », « les précurseurs » en souletin) forment le groupe des cinq danseurs principaux. Ils font partie de la troupe des rouges (gorriak), les personnages bien habillés qui représentent l'ordre et la société souletine. Leur rôle est muet :
- Txerrero, « le gardien du troupeau de porcs », qui ouvre la marche ;
- Gatüzain, « le gardien du chat » ;
- Kantiniersa, « la cantinière » ;
- Zamalzain, « l’homme cheval » ;
- Entseinari, le porte-drapeau.

## Étymologie
Le mot aitzindari en basque signifie « chef», « guide », « précurseur », « pionnier », « leader ». Littéralement aitzindari signifie la « personne en avant », formé de aitzina qui signifie «  en avant » et de -ari qui est un suffixe de substantifs et qui signifie « activité professionnelle ou sportive ».